# Islands (The xx)
Islands is een nummer van de Britse indiepopband The xx uit 2009. Het is de derde single van hun debuutalbum xx.

## Achtergrondinformatie
"Islands" is een duister en simpel indiepopnummer, met gitaren en synthesizers, en invloeden uit de housemuziek. De tekst gaat over het volledig toewijden aan één persoon in een relatie. Hoewel de liedverteller er andere relaties en losse scharrels op na heeft gehouden, is de relatie in dit nummer krachtig genoeg om alle andere relaties af te schrijven. Het nummer werd een bescheiden hit in het Verenigd Koninkrijk en Vlaanderen. In het Verenigd Koninkrijk bereikte het de 34e positie, terwijl het in de Vlaamse Ultratop 50 succesvoller was met een 16e positie.
Tijdschrift NME plaatste het nummer op de 28e plek in hun lijst van "150 Best Tracks of the Past 15 Years".

## Tracklijst
- 7"

1. "Islands" – 2:44
2. "Do You Mind?" – 3:37

- Muziekdownload

1. "Islands" – 2:44
2. "Do You Mind?" – 3:37

- 12"

1. "Islands" (Untold remix) – 4:52
2. "Islands" (The Blue Nile remix) – 2:28
3. "Islands" (Nosaj Thing remix) – 2:25
4. "Islands" (Delorean remix) – 4:40